# 檜崎薬品
檜崎薬品（ひのさきやくひん）は、医薬品・一般用医薬品・日用品の卸売を中心とする日本の企業であった。現在はメディセオ・パルタックホールディンググループの一社エバルスである。医薬品の卸売手。

## 概要
- 本社は広島県三原市本町1448-1

## 沿革
- 江戸時代に備後三原にて「檜崎屋忠兵衛」が基礎を築く
- 昭和23年5月「檜崎商店」を創業
- 1964年（昭和39年）4月 - 広島県福山市の「白川薬品」、竹原市の「堂面薬品」及び「檜崎薬品」の3社が合併し、営業権益を広島県東部全域に拡大。社名を東和薬品株式会社と変更。

## 営業所
広島県：三原市

## 主な取引メーカー
- 武田薬品工業他